# Феррарский собор
Собор Святого Георгия — главный католический храм Феррары, кафедра архиепископа Феррары и Комаккьо. Посвящён Святому Георгию, небесному покровителю города.
Собор расположен в центре города напротив ратуши (бывшая резиденция герцогов д’Эсте) и соединён с резиденцией архиепископа. На противоположной стороне площади Трента и Триеста (ранее пьяцца дель Эрбе) до Второй мировой войны стояло средневековое палаццо делла Раджоне. 
Существующая трёхнефная базилика выстроена после перемещения центра Феррары на левый берег реки По (1135); освящена в 1177 году. Первоначальное место собора на правом берегу реки занимает приходская церковь св. Георгия.
Нижняя часть главного (западного) фасада выдержана в романском стиле и облицована бело-розовым мрамором. Центральным элементом фасада является опирающийся на две колонны портик (protyrus) с барельефными изображениями фантастических существ, над которым в середине XIII века была надстроена готическая лоджия со статуей Девы Марии с младенцем. Выше статуи — барельефы со сценами Страшного суда.  Портал венчает тимпан со св. Георгием.
На южной стене собора устроены двухъярусные лоджии. Здесь же располагался второй вход в собор, устроенный в XVIII веке при пристройке к средневековому зданию торговых рядов. Вокруг южного портала располагались плитки с сюжетами на тему месяцев года (Formelle dei Mesi), ныне экспонируемые в музее собора. На этих плитках изображены в том числе языческие боги: так, январь представлен двуликим Янусом.
Возведение ренессансной колокольни (облицованной, подобно фасаду, белым и розовым мрамором) было начато у юго-восточного угла собора в 1451—1493 годах по проекту Альберти. В конце XVI века строительство пришлось остановить из-за того, что мягкий песчаный грунт грозил обрушением постройки.
Апсиды, построенные по проекту выдающегося феррарского зодчего Бьяджо Россетти, украшены кирпичными арками и колоннами с мраморными капителями.
Ренессансное убранство собора погибло в XVII веке во время пожара; интерьер был восстановлен в стиле барокко уже в период упадка Феррары. Из сохранившихся предметов прежнего интерьера наибольший интерес представляют створки старого органа собора, расписанные Козимо Тура (экспонируются в музее собора).

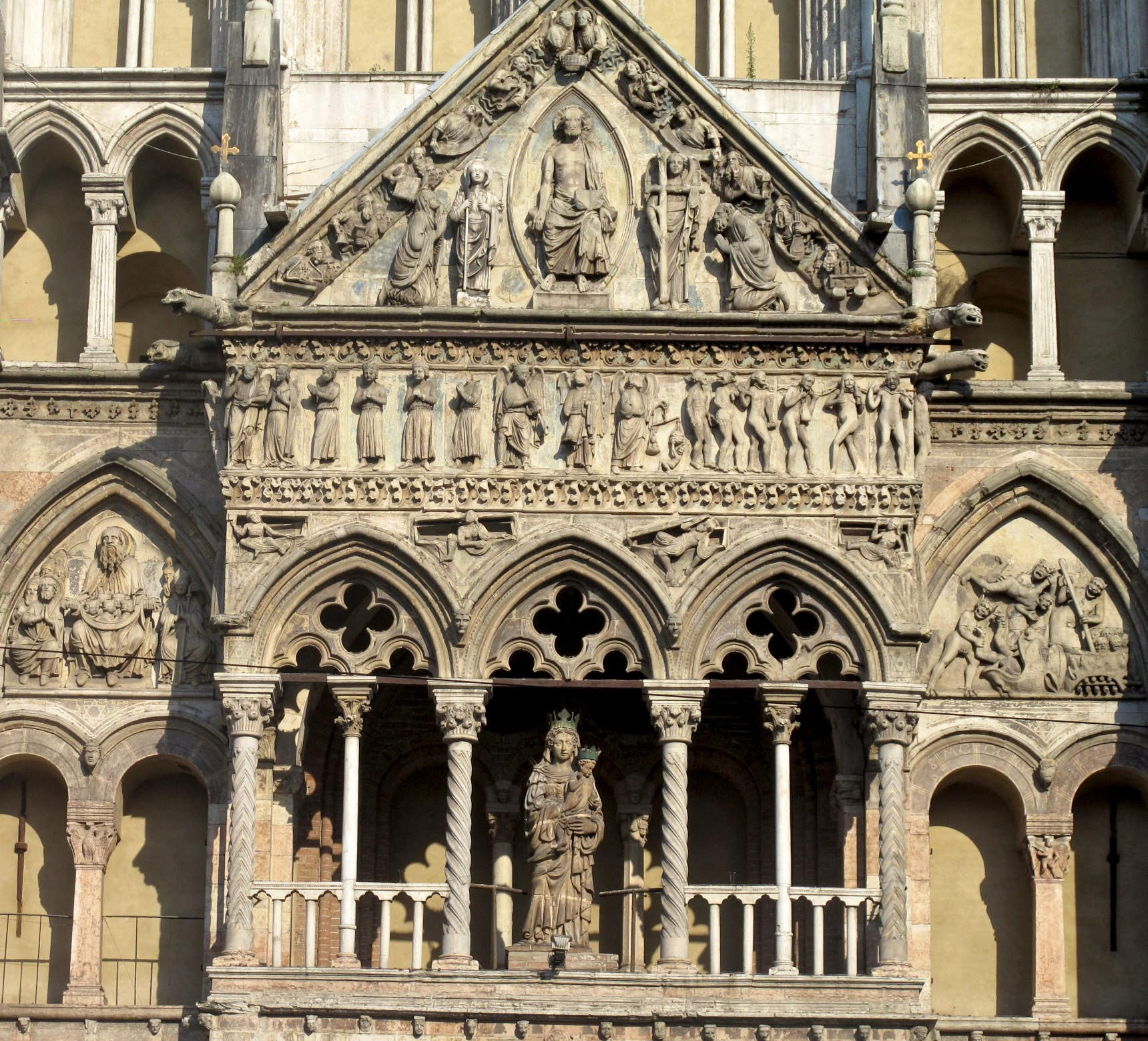
Готическая лоджия над портиком главного фасада
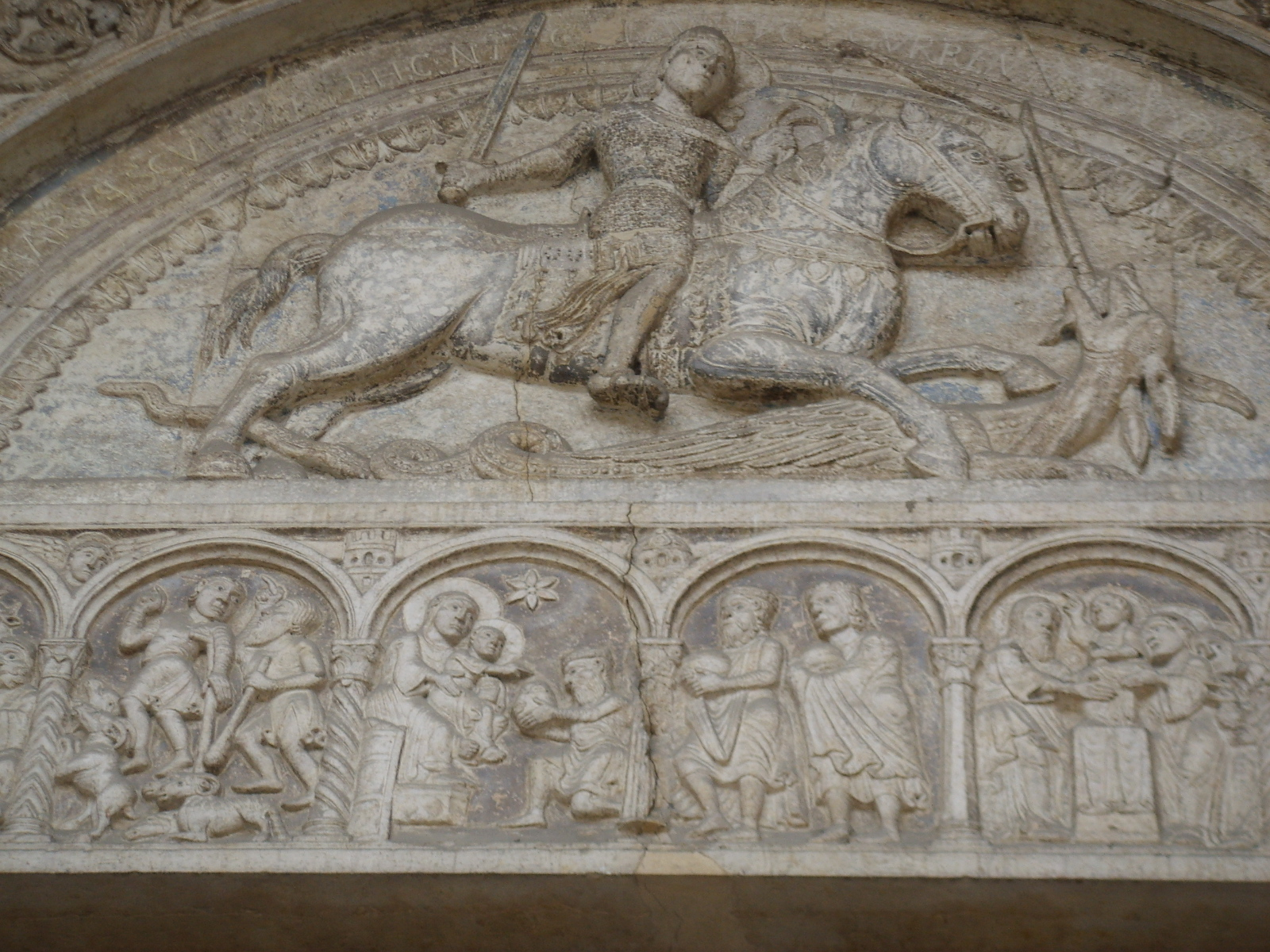
Тимпан и архитрав главного портала
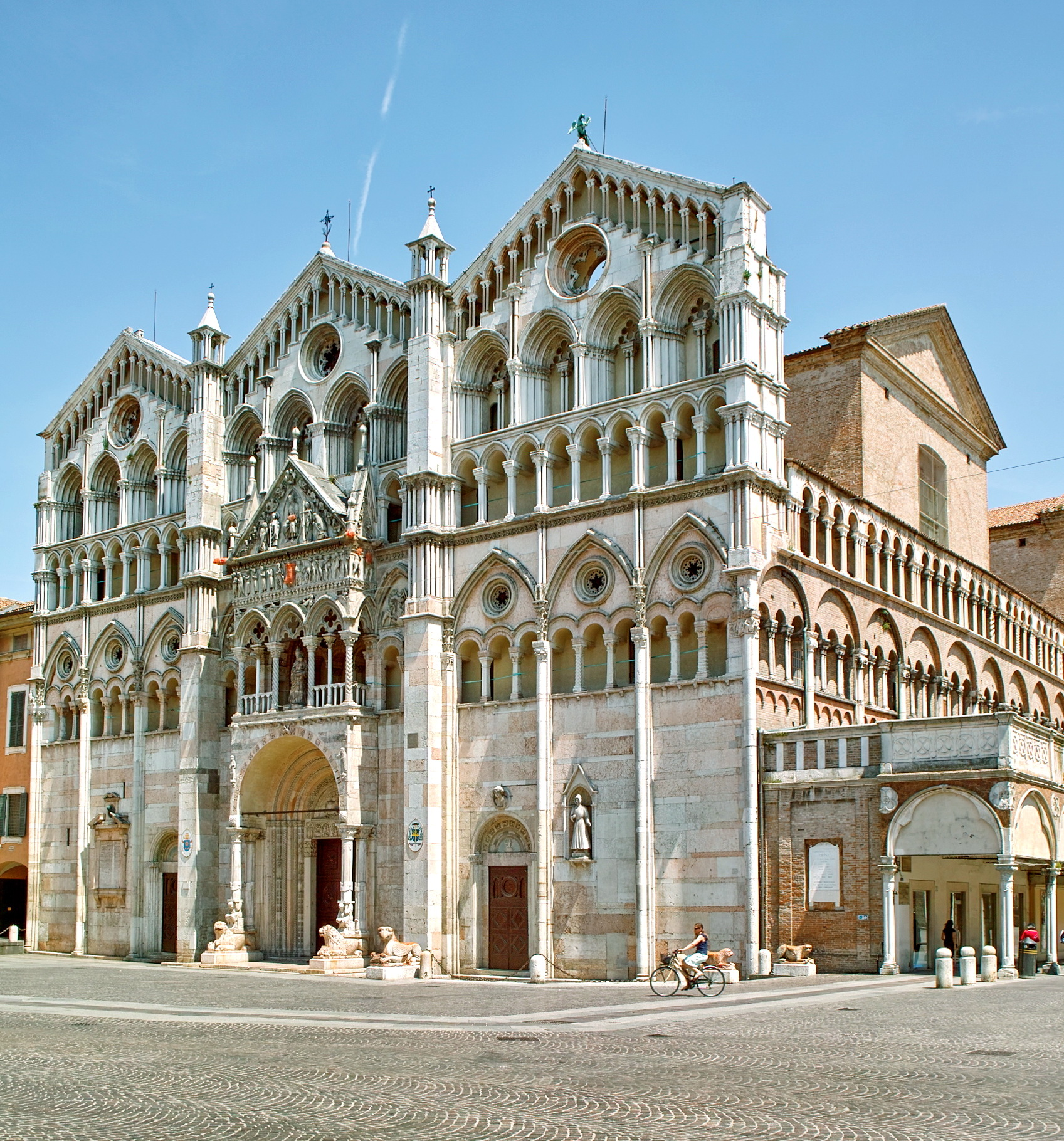
Романский портик главного фасада
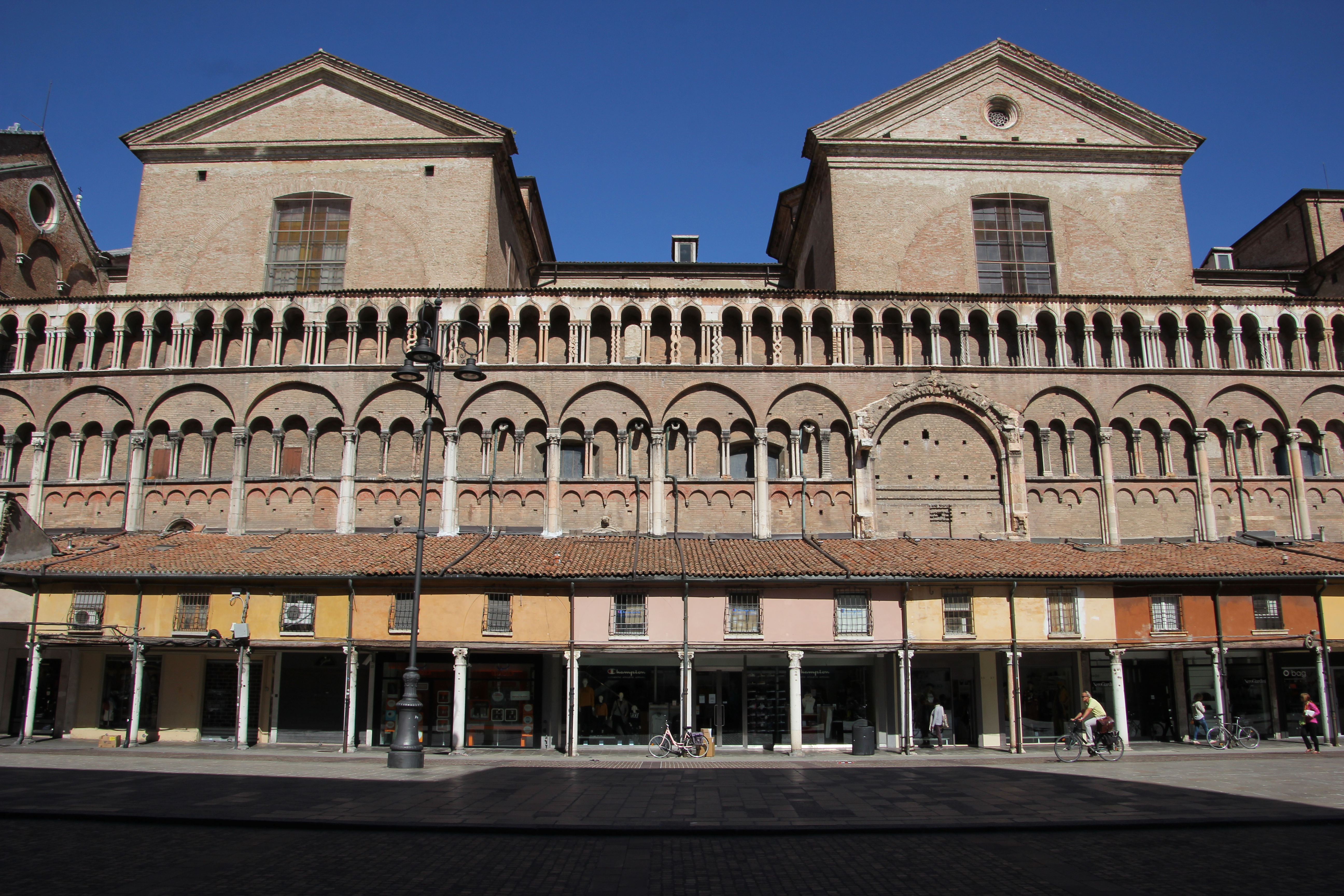
Южная стена с торговой галереей (лавками)
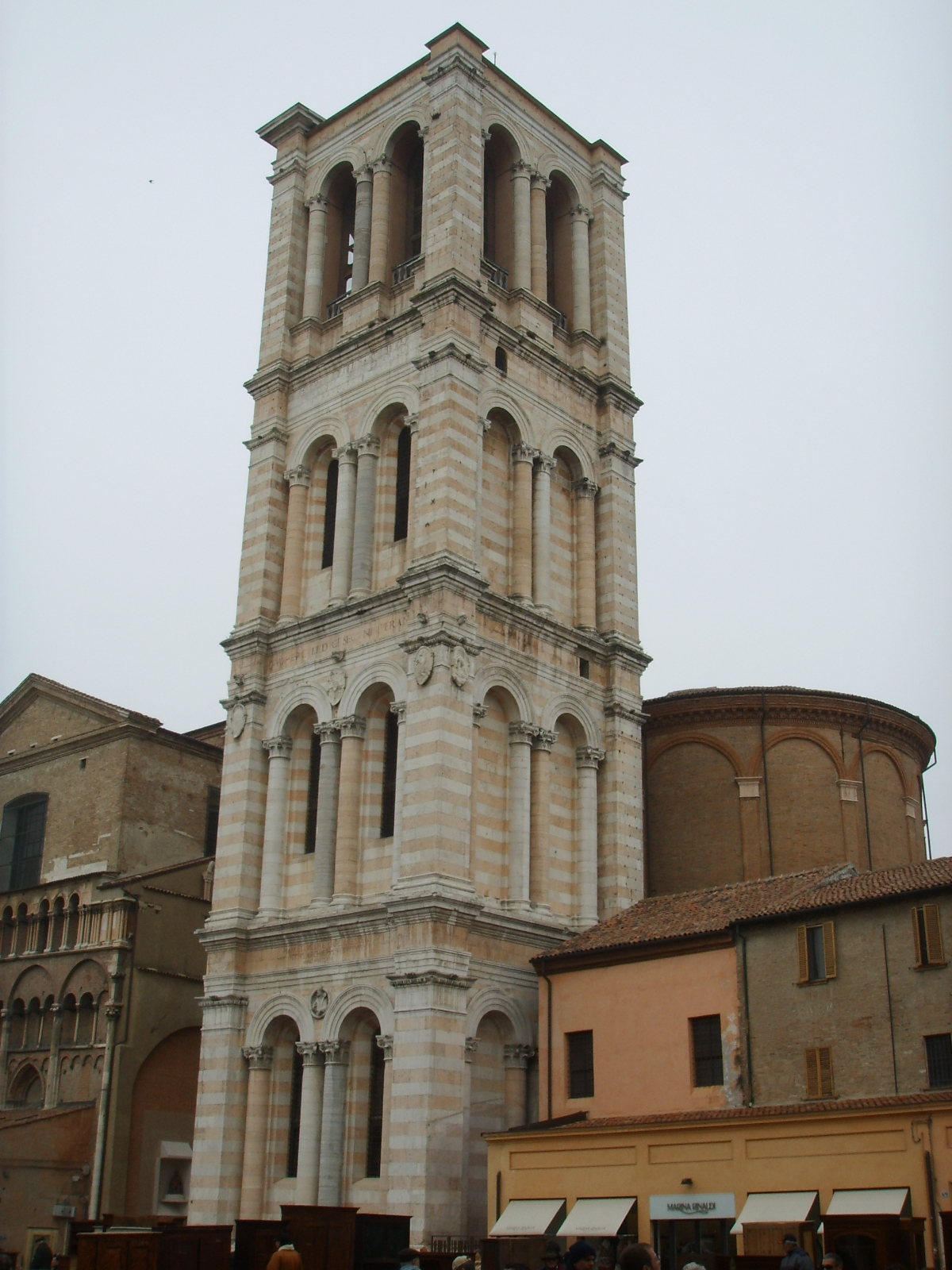
Колокольня и абсида